# Goldie Hawn
Goldie Jeanne Hawn (Washington D. C., 21 de noviembre de 1945) es una actriz de cine, televisión, cantante y productora estadounidense. Saltó a la fama por protagonizar tres temporadas de la serie Rowan & Martin's Laugh-In (1968-1970) de NBC. Luego, incursionó en el cine, siendo ganadora del Óscar a la mejor actriz de reparto y el Globo de Oro a la mejor actriz de reparto por su interpretación en Flor de cactus (1969), una comedia romántica dirigida por Gene Saks.
También fue nominada a los Premios Emmy y nominada en ocho candidaturas en los Premios Globos de Oro. Recibió una nominación para el Óscar a la Mejor Actriz por protagonizar Private Benjamin (1980) de Howard Zieff. Entre sus películas inportantes figuran; Las mariposas son libres (1973), Shampoo (1975), Bird on a Wire (1990), Death Becomes Her (1992),The First Wives Club (1996), The Banger Sisters (2002)  y Snatched (2017).
Hawn es la madre de los actores Oliver Hudson, Kate Hudson y Wyatt Russell. Ha estado en una relación con Kurt Russell desde 1983. En 2003, fundó The Hawn Foundation, que educa a niños desfavorecidos.

## Biografía
Goldie Hawn nació el 21 de noviembre de 1945 en un barrio judío de Washington D. C., Estados Unidos. Hija del músico presbiteriano Edward Rutledge Hawn y de Laura Steinhoff, que trabajaba en una joyería. Su madre era judía e hija de un inmigrante húngaro. Tiene una hermana, Patricia, y tuvo un hermano, Edward, que murió antes de que ella naciera. Aunque se ha dicho que su padre es descendiente de Edward Rutledge, persona más joven que firmó la Declaración de Independencia de los Estados Unidos, investigaciones genealógicas han demostrado que no es así.
Empezó a tomar clases de ballet con tres años y participó en la producción del Ballet Russe de Monte Carlo de The Nutcracker en 1955. Debutó en el escenario en 1961 interpretando a Julieta con la Virginia Stage Company. En 1963 dejó sus estudios de arte dramático en la American University, para empezar a tomar clases de ballet, convirtiéndose en una competente bailarina.
En 1964, se graduó en la Montgomery Blair High School, debutando como bailarina en una producción de Can-Can en el pabellón de Texas de la New York World's Fair. Después comenzó a trabajar como bailarina profesional. Ha estado casada en dos ocasiones con el actor y director Gus Trikonis desde 1969 hasta 1976 y con el músico Bill Hudson entre 1976 y 1980, con quien tuvo dos hijos, los actores Oliver Hudson y Kate Hudson, candidata al Premio Óscar y ganadora del Globo de Oro. Actualmente mantiene una relación sentimental con el actor Kurt Russell, desde el año 1983. Fundó la Bright Light Foundation for Children. Se define a ella misma como una persona judía y budista.

## Carrera

### 1960-1969

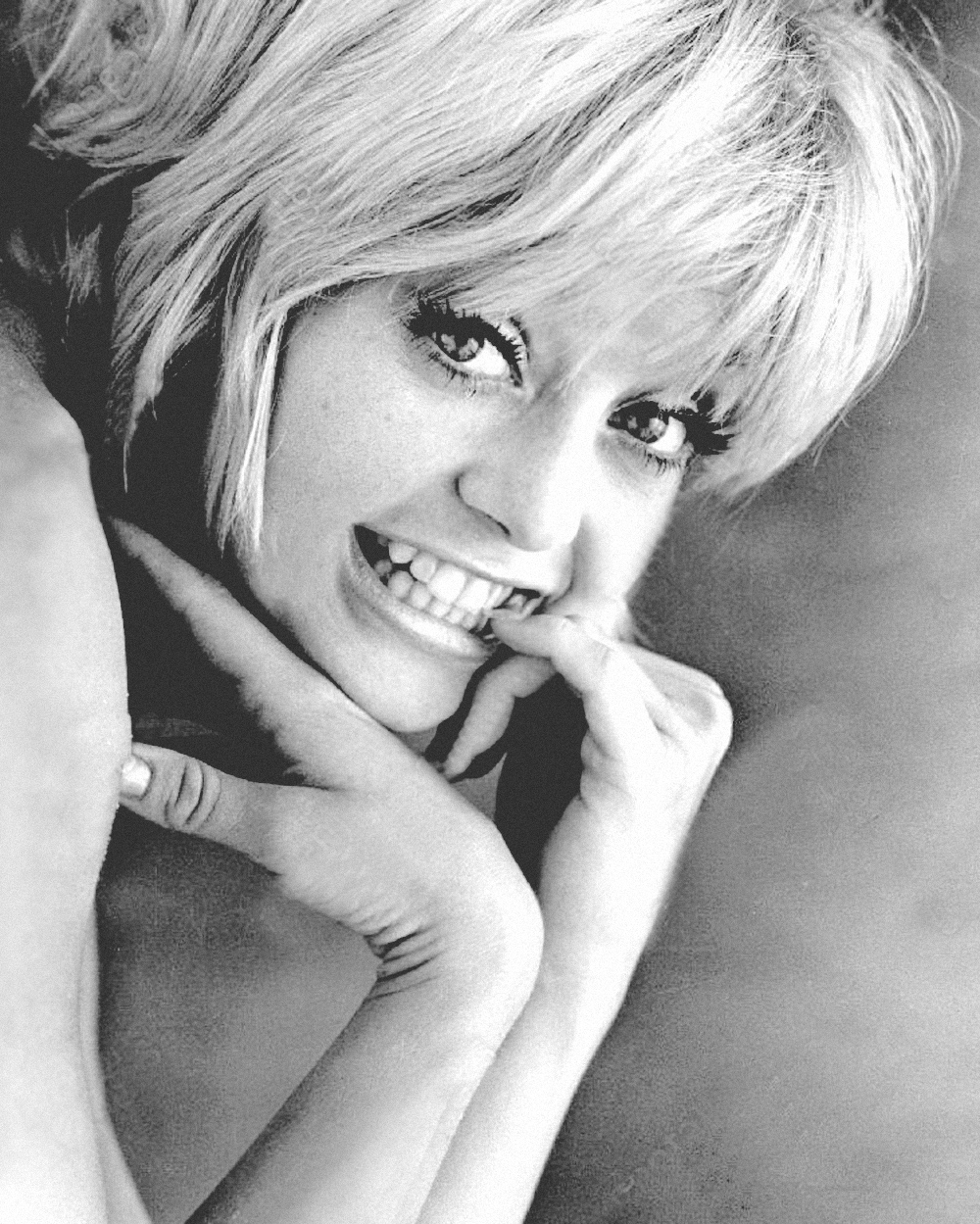
Hawn en una publicidad de Flor de cactus (1969)

Hawn debutó como actriz en la serie de televisión Good Morning World (1967-1968). Posteriormente intervendría en la película Flor de cactus (1969), donde compartió escena con Walter Matthau e Ingrid Bergman. Su interpretación de Tony Simmons recibió muy buenas críticas. Por dicho papel ganó el Óscar a la mejor actriz de reparto y el Globo de Oro a la mejor actriz de reparto. Además estuvo nominada al BAFTA como mejor actriz. Sin embargo no acudió a recoger el Óscar, debido a que se encontraba rodando una película en Reino Unido, y fue Raquel Welch quien recogió el premio en su nombre.

### 1970-1979

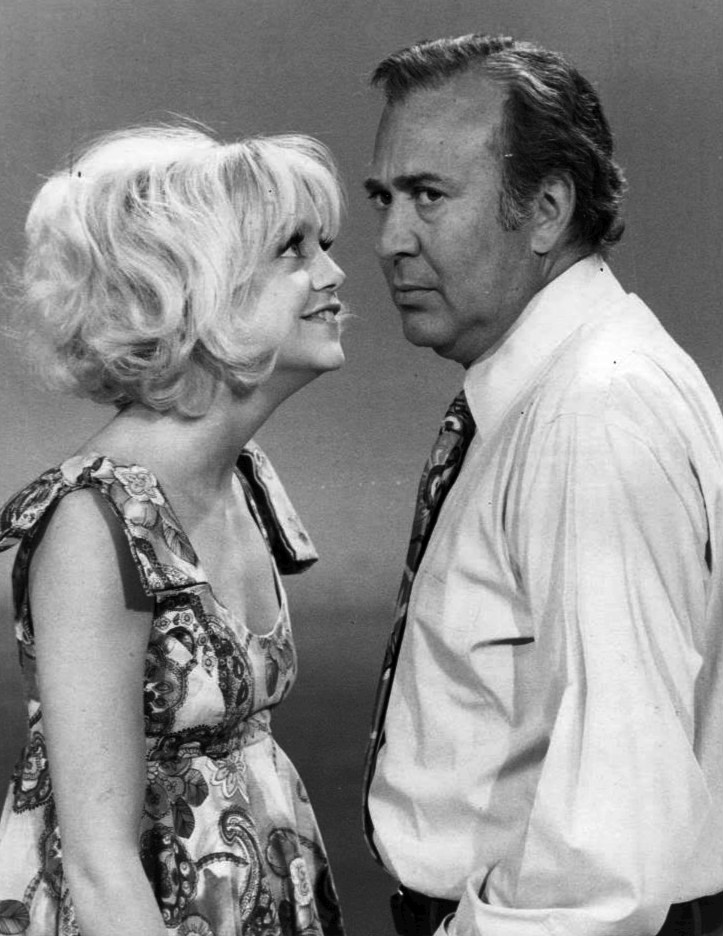
Hawn con Carl Reiner en Rowan & Martin's Laugh-In, 1970

Después de ganar el premio Óscar, Hawn protagonizó las comedias There's a Girl in My Soup (1970) y Dólares (1971). En la televisión presentó el programa especial Pure Goldie. En 1972, interpretó a Jill Tanner en la película Las mariposas son libres, actuación que le valió una nominación al Globo de Oro como mejor actriz de comedia o musical.

### Años noventa

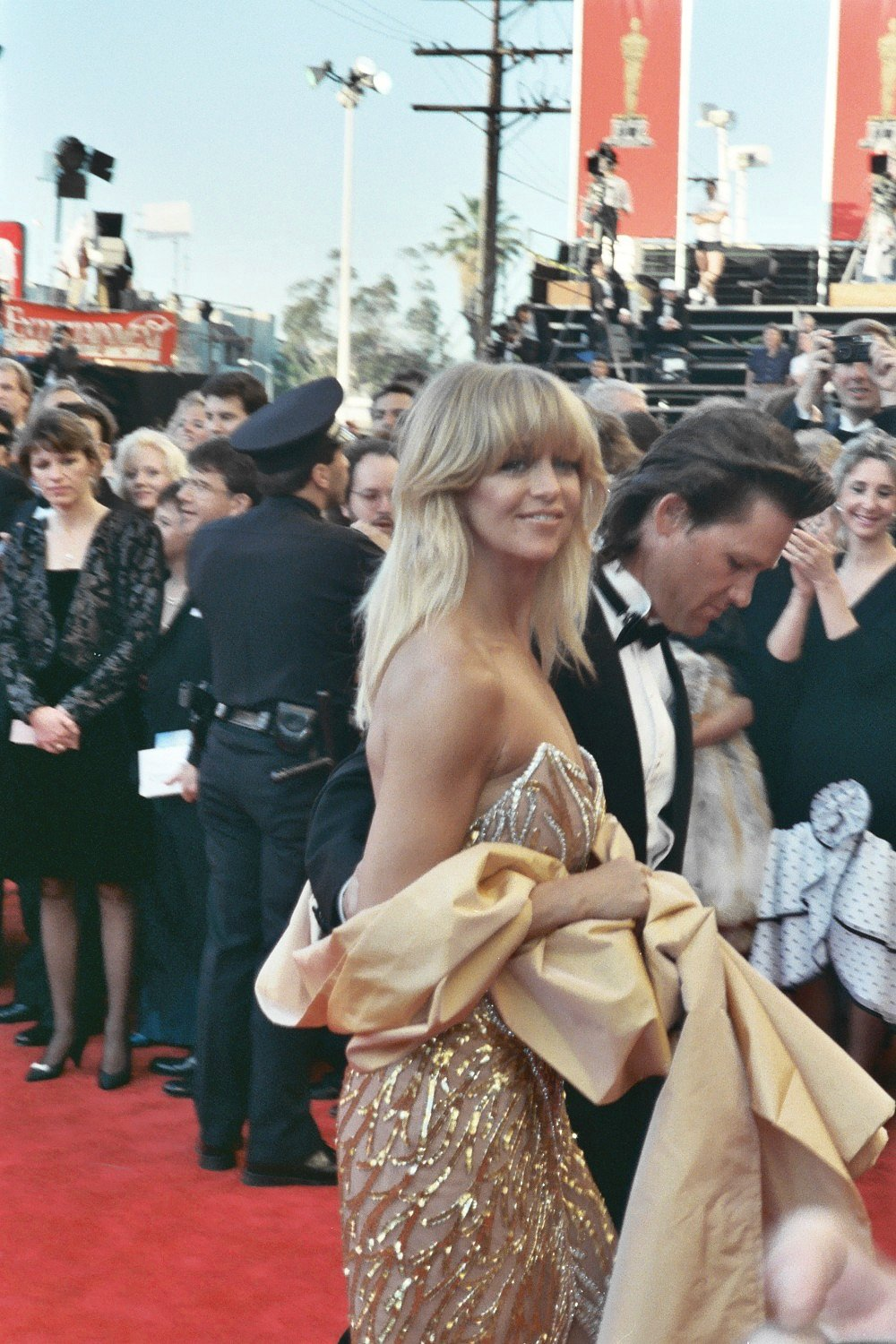
Hawn junto a Kurt Russell en los Premios Oscar (1989).

Su carrera se relanzó más tarde con la película de 1992 Death Becomes Her (La muerte os sienta tan bien) con  Bruce Willis y Meryl Streep y en 1996 con The First Wives Club (El club de las primeras esposas) con Bette Midler y Diane Keaton, con quienes cantó el hit de Lesley Gore You Don't Own Me para la banda sonora. Más tarde grabaría A Hard Day's Night de los Beatles para el disco de George Martin' de 1998, In My Life.

### Años dos mil en adelante
En 2001, Hawn protagoniza junto a Warren Beatty y Diane Keaton la película Town & Country (Enredos de sociedad o No más sexo). La comedia resulta ser un fracaso tanto crítico como comercial. Al año siguiente, la actriz comparte escena con Susan Sarandon y Geoffrey Rush en la comedia The Banger Sisters (Amigas a la fuerza o Locas de atar). Allí desempeñó el papel de "Suzette". Su actuación recibió buenas reseñas, al igual que el filme. En 2003 fue nominada al Globo de Oro como "Mejor actriz de comedia o musical", premio que no ganó.
En 2005, Hawn publica su autobiografía, titulada Lotus Grows in the Mud. Según lo dicho por la propia actriz, el libro es un fiel retrato de su vida entera y no sólo de su carrera en Hollywood.

## Vida privada
Estuvo casada con Gus Trikonis de 1969 a 1976 y con Bill Hudson, de los Hudson Brothers entre 1976 y 1980. Con este último tuvo dos hijos: Oliver (1976) y Kate Hudson (1979), ambos actores.
Desde 1983 mantiene una relación con Kurt Russell. Tienen un hijo, Wyatt Russell, que vive en  Brampton, Ontario, donde aprende y juega al hockey. El 7 de enero de 2004 fue abuela, al nacer el hijo de Kate, llamado Ryder Russell Robinson Hudson.
Es una budista practicante y ha criado a sus hijos en la fe budista y judaica. Suele viajar a la India una vez al año, por costumbres y cuestiones religiosas.

## Filmografía
| Año  | Película                            | Personaje                      | Observaciones |
| ---- | ----------------------------------- | ------------------------------ | --- |
| 1969 | Flor de cactus                      | Toni Simmons                   | - Ganó el Óscar a la mejor actriz de reparto - Ganó el Globo de Oro a la mejor actriz de reparto - Nominada al Globo de Oro a la nueva estrella del año |
| 1970 | There's a Girl in My Soup           | Marion                         | |
| 1971 | Dólares                             | Dawn Divine                    | |
| 1972 | Las mariposas son libres            | Jill Tanner                    | - Nominada al Globo de Oro a la mejor actriz de comedia o musical                                                                                       |
| 1974 | The Sugarland Express               | Lou Jean Poplin                | |
| 1974 | The Girl from Petrovka              | Oktyabrina                     | |
| 1975 | Shampoo                             | Jill                           | - Nominada al Globo de Oro a la mejor actriz de comedia o musical                                                                                       |
| 1976 | The Duchess and the Dirtwater Fox   | Amanda Quaid/Duchess Swansbury | - Nominada al Globo de Oro a la mejor actriz de comedia o musical                                                                                       |
| 1978 | Foul Play                           | Gloria Mundy                   | - Nominada al Globo de Oro a la mejor actriz de comedia o musical                                                                                       |
| 1979 | Lovers and Liars                    | Anita                          | |
| 1980 | Private Benjamin                    | Pvt. Judy Benjamin/Goodman     | - Nominada al premio Óscar a la mejor actriz - Nominada al Globo de Oro a la mejor actriz de comedia o musical                                          |
| 1980 | Como en los viejos tiempos          | Glenda Gardenia Parks          | |
| 1982 | Best Friends                        | Paula McCullen                 | - Nominada al Globo de Oro a la mejor actriz de comedia o musical                                                                                       |
| 1984 | Swing Shift                         | Kay Walsh                      | |
| 1984 | Protocol                            | Sunny Davis                    | |
| 1986 | Wildcats                            | Molly McGrath                  | |
| 1987 | Overboard                           | Joanna Stayton/Annie Proffitt  | |
| 1990 | Bird on a Wire                      | Marianne Graves                | |
| 1991 | Deceived                            | Adrienne Saunders              | |
| 1991 | Here’s Looking at You, Warner Bros. | Ella misma - narradora         | |
| 1992 | CrissCross                          | Tracy Cross                    | |
| 1992 | Esposa por sorpresa                 | Gwen Phillips                  | |
| 1992 | Death Becomes Her                   | Helen Sharp                    | |
| 1996 | The First Wives Club                | Elise Elliot                   | |
| 1996 | Everyone Says I Love You            | Steffi Dandridge               | |
| 1999 | The Out-of-Towners                  | Nancy Clark                    | |
| 2001 | Town & Country                      | Mona Miller                    | |
| 2002 | The Banger Sisters                  | Suzette                        | - Nominada al Globo de Oro a la mejor actriz de comedia o musical                                                                                       |
| 2013 | Phineas and Ferb                    | Peggy McGee                    | (voz; 1 episodio) |
| 2017 | Snatched                            | Linda Middleton                | |
| 2017 | SPF-18                              | Narradora                      | (voz) |
| 2018 | The Christmas Chronicles            | Sra. Claus                     | |
| 2020 | The Christmas Chronicles 2          | Sra. Claus                     | |

## Premios y nominaciones
Premios Óscar
| Año  | Categoría               | Película         | Resultado |
| ---- | ----------------------- | ---------------- | --------- |
| 1969 | Mejor actriz de reparto | Cactus Flower    | Ganadora  |
| 1981 | Mejor actriz            | Private Benjamin | Nominada  |

Premios Globo de Oro
| Año  | Categoría                        | Película                          | Resultado |
| ---- | -------------------------------- | --------------------------------- | --------- |
| 1970 | Nueva estrella el año - Actriz   | Cactus Flower                     | Nominada  |
| 1970 | Mejor actriz de reparto          | Cactus Flower                     | Ganadora  |
| 1973 | Mejor actriz - Comedia o musical | Butterflies Are Free              | Nominada  |
| 1976 | Mejor actriz - Comedia o musical | Shampoo                           | Nominada  |
| 1977 | Mejor actriz - Comedia o musical | The Duchess and the Dirtwater Fox | Nominada  |
| 1979 | Mejor actriz - Comedia o musical | Foul Play                         | Nominada  |
| 1981 | Mejor actriz - Comedia o musical | Private Benjamin                  | Nominada  |
| 1983 | Mejor actriz - Comedia o musical | Best Friends                      | Nominada  |
| 2003 | Mejor actriz - Comedia o musical | 'The Banger Sisters               | Nominada  |